# Jean Frédéric Krieger
Jean Frédéric Krieger, beter bekend als Monsieur Fritz (Bosenbach, 13 maart 1817 – Luik, 13 november 1862) was een Belgisch-Beiers kermis-friturist die in de 19e eeuw samen met zijn familie meerdere frietkoten onder het merk Fritz uitbaatte. Hij staat bekend om de Belgische frietkotcultuur te hebben gestart.

## Biografie

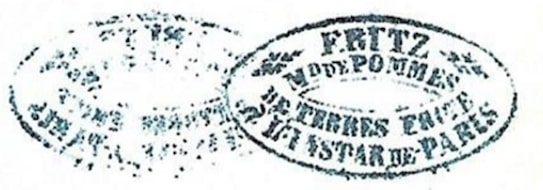
Stempel van Fritz met de woorden "marchand de pommes de terres frite à l'instar de Paris."

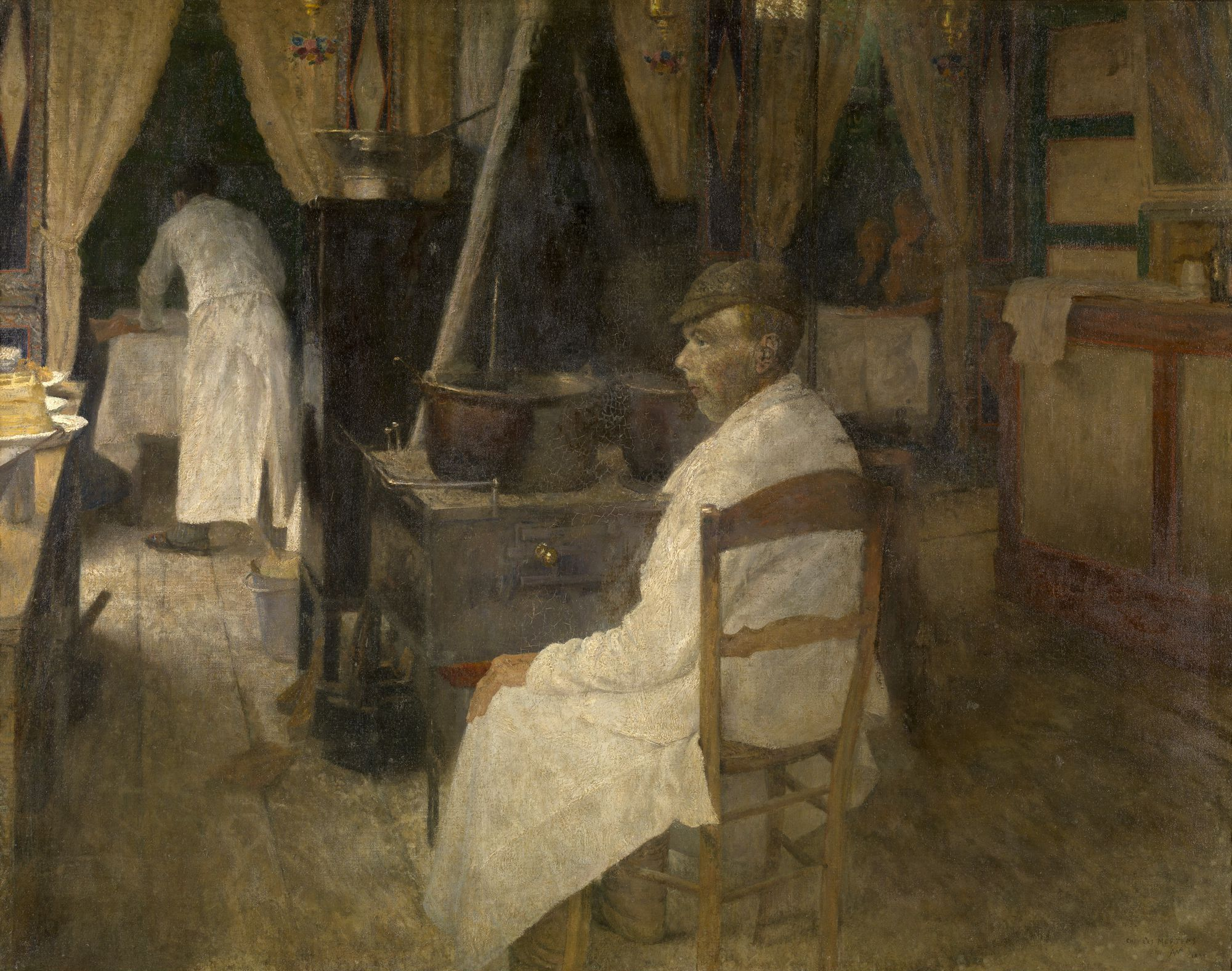
In 't wafelhuis (1895) door Charles Mertens. Schilderij van het wafelhuis Fritz in Gent. Hierop afgebeeld is zijn jongere broer Georges Krieger.

### Jeugd
Krieger werd geboren in Bosenbach in het koninkrijk Beieren, nu Rijnland-Palts, van vader Friedrich Krieger en moeder Margarete Strubbel. Hij kwam uit een arm muzikantengezin van negen kinderen, waarvan twee meisjes en vier jongens de volwassenheid bereikt hebben. Zijn vader Friedrich Krieger stond aan het hoofd van een reizend theater van acteurs en muzikanten. Hij was een Beierse kunstenaar die verliefd was op klassiek Grieks theater. In 1825 ontmoette vader Krieger tijdens een tournee in het Lipscani-theater in Roemenië een Griekse vrouw met de naam Penelope, met wie hij ook een relatie begon. De zonen verbleven vaak voor lange perioden in Boekarest bij de Griekse grootouders, en leerden er de Griekse taal en culinaire tradities. Ze reisden doorheen Europa wanneer vader hen vergezelde.
De zonen begonnen op jonge leeftijd in het verhuizend theater als acteurs en reizende muzikanten, en namen deel aan lokale foren in Duitsland, maar ook in België en Nederland. Krieger ontdekte al snel dat hij slecht betaald en vooral slecht gewaardeerd werd. Hij leert het beroep van reizende restauranthouder van zijn Griekse grootouders die hem onder meer de kunst van het frituren zullen bijbrengen. Hij had zijn winkel gevestigd tegenover het Lipscani-theater in Boekarest, waar hij Skopelos (gebak) en Loukoumàdès (honingbeignets) verkocht.

### Begin in België
De jonge Krieger vergezelde het reizend gezelschap van zijn familie en trekt met zijn kraam naar kermissen van stad tot stad. Krieger verhuisde vervolgens naar Parijs en werkte twee jaar (1842-1844) in Parijs bij de Chez Pèlerin rotisserie in de Rue de Montmartre, zoals hij aankondigde in een advertentie die 13 jaar later werd gepubliceerd.
In 1844 vestigde Krieger zich in Brussel en trouwde met Florence Vilain die een muzikante was. Ze openden hun eerste frituur 'Fritz à l'instar Paris' gedurende hetzelfde jaar, wat waarschijnlijk de eerste frietkot van België was. De naam Fritz werd gekozen door een woordspeling van Frites en Friedrich (zijn Duitse voornaam) en werd later zijn bijnaam. Krieger had reeds in Parijs apparatuur gekocht die door straatverkopers werd gebruikt om onder meer aardappelschijfjes te bakken. Het succes en de nieuwsgierigheid van het publiek was direct. Schepers brachten hun potten mee, die één keer gevuld, naar huis werd genomen. Gezien het succes besloot Krieger om samen met zijn vrouw en zijn broers Pierre & Georges deel te nemen aan foren en kermissen in België. Hij kreeg van zijn vader aanhangwagens en paarden aangeboden.

### Friture Fritz
De frituren van Fritz waren vanaf de jaren 1850 een vaste aanwezigheid op de kermis in België. Hun ondernemerschap zal hen binnen enkele jaren tot erkenning leiden, maar ook snel concurrentie leveren. In 1861 waren er al 17 frituren op de Luikse kermis, vergeleken met 3 frituren in 1856. Desondanks kende frituur Fritz en groot succes en breidde fors uit, zo werd een netwerk van frituren aangemaakt. In 1857 publiceerde de krant Courrier de Verviers een artikel over meneer Fritz die friet verkocht op kermissen. Ze noemden hem 'le roi des pommes de terre frites' (de koning van de gefrituurde aardappelen). In de jaren 1860 had de familie Fritz een vast pand in Gent in de Veldstraat. Fritz werkte ook samen met Maximilien Consael (Max) die eveneens wafels verkocht op kermissen. In 1862, stond een wafel- en frietkraam met de naam 'Max en Fritz' in de buurt van Het Steen in Antwerpen.
De frituren van Fritz was een groot commercieel succes. Victor Hugo was onder andere een regelmatige klant bij taverne Fritz in de Anspachlaan in Brussel. Van 1860 tot 1861 verwierf Krieger drie huizen in Luik voor een totale waarde van 32.000 frank, nog eens een bewijs van de uitstekende gezondheid van zijn bedrijf.
Krieger overleed aan tuberculose op 13 november 1862 in Luik, op 46-jarige leeftijd. Zijn dood veroorzaakte opschudding onder de bevolking, aangezien hij een bekend figuur was op de kermis en de populaire friet vertegenwoordigde. De volgende dag rouwde de Luikse kermis en vertrok een grote begrafenisstoet naar de begraafplaats van Robermont waar Krieger begraven werd.

## Nalatenschap
De zaak werd na de dood van Krieger aan zijn vrouw Florence Vilain overgelaten, en verder aan generaties binnen de familie doorgegeven. Friture Fritz verscheen regelmatig op wereldtentoonstellingen in België zoals in 1910 & 1935 in Brussel.
Op de wereldtentoonstelling van Saint Louis in 1904 stelde Leonidas Kestekidès de Belgische Fritz-wafels en Belgische chocolade tentoon.
In 1931 werd de grootste tearoom van Europa in de Veldstraat in Gent geopend; deze werd na de Tweede Wereldoorlog overgenomen door de ouders van Jean Daskalidès onder de naam 'Fritz'. Binnen waren er 1200 zitplaatsen en men serveerde er chocolade, gebak, wafels en ijs. Een gelijknamige tearoom bevindt zich nu in de Donkersteeg.

## Galerij

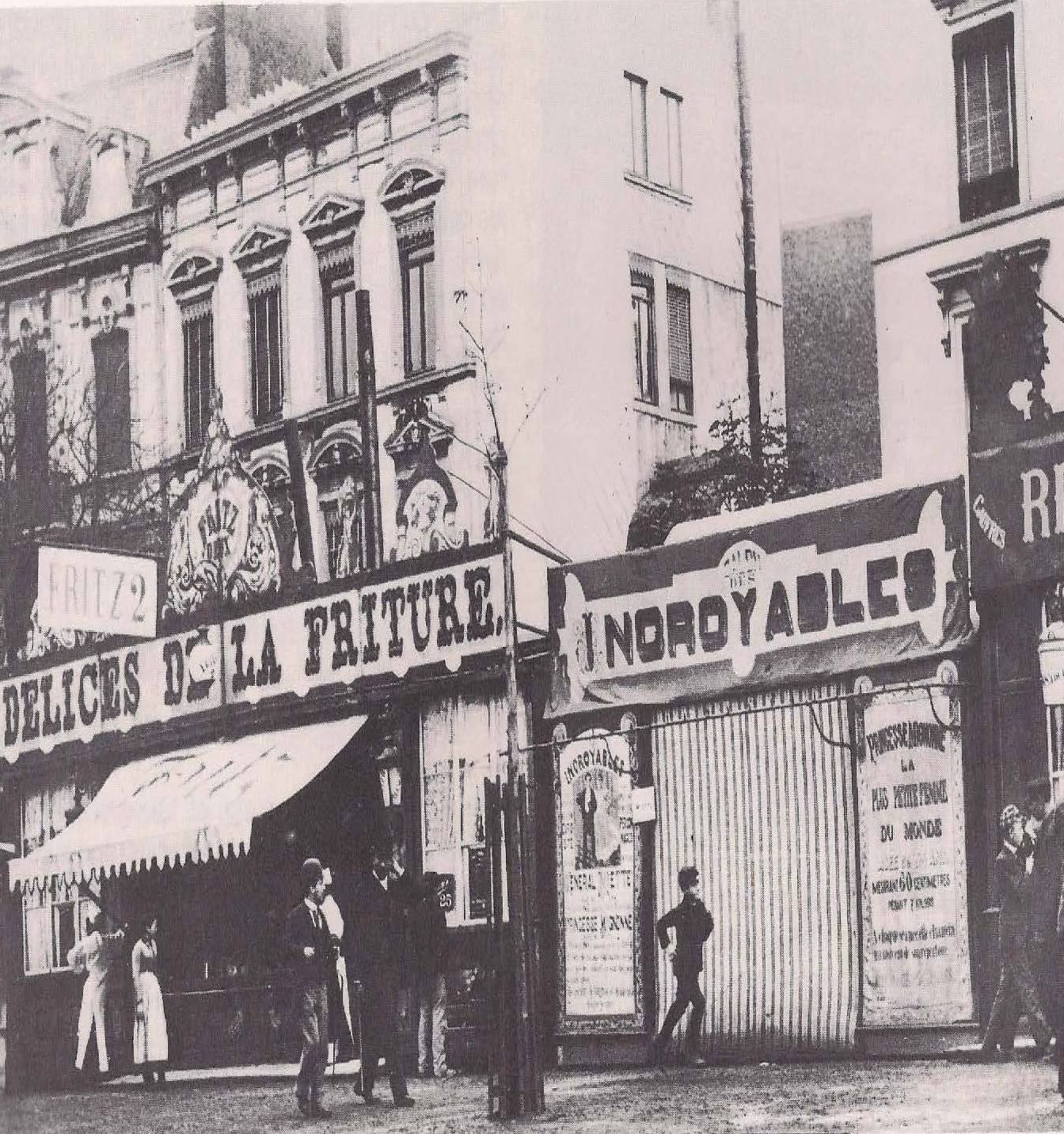
Salon van Fritz 2, Luik (1891)
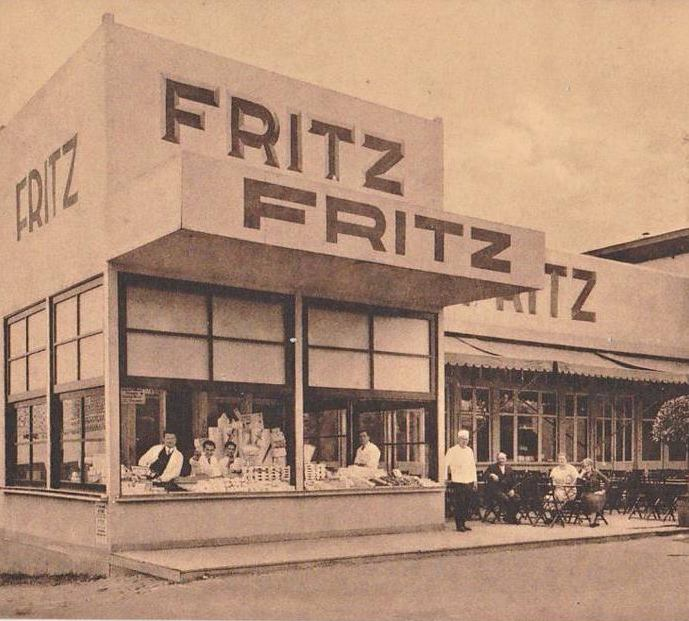
Paviljoen Fritz op de wereldtentoonstelling Brussel (april 1935), met o.a. Leonidas en Basilio Kestekides, Jean en Prodromos Daskalides, Jeanne en Antoine Buzzéo-Krieger